# 琳赛·麦克唐纳
琳赛·麦克唐纳（英語：Linsey MacDonald，1964年2月14日—），英国女子田径运动员，主攻400米短跑。她曾代表英国参加1980年夏季奥林匹克运动会田径比赛，获得女子4×400米接力铜牌。